# Ivoy-le-Pré

Ivoy-le-Pré este o comună în departamentul Cher, Franța. În 1 ianuarie 2022 avea o populație de 775 de locuitori.